# 科賈·優素福帕夏

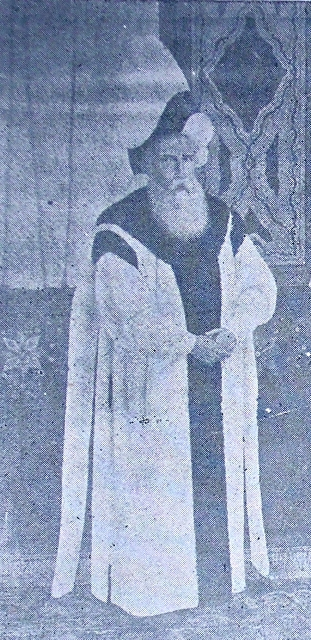
科賈·優素福帕夏

科賈·優素福帕夏（土耳其語：Koca Yusuf Paşa；1730年—1800年），奥斯曼帝國政治家，他於1786年1月25日－1789年5月28日以及1791年2月12日－1792年間，兩度擔任大维齊爾。
他是格魯吉亞人出身的穆斯林，曾出任摩里亞省的瓦利與奧斯曼海軍的卡普丹帕夏（海軍元帥）。